# Allegra Kent
Allegra Kent, pseudonimo di Iris Margo Cohen (Santa Monica, 11 agosto 1937), è un'ex ballerina statunitense.

## Biografia
Iris Margo Cohen nasce da genitori ebrei, Harry Herschel e Shirley (nata Weissman) Cohen e in seguito cambia il suo nome in Allegra Kent. Cresce in quello che ha poi descritto come un ambiente disfunzionale. In Once a Dancer. An Autobiography, descrive il padre texano, "a cui piaceva sostituire 'Cowboy' per Herschel", come se avesse "un'anima da giocatore d'azzardo e una natura irrequieta". Descrive inoltre la madre immigrata di Wisznice come se non si sentisse "né europea né americana, si vergognava dei suoi [propri] genitori. Prese in prestito i documenti di lavoro di un vicino e andò a lavorare a dodici anni. A quattordici anni insegnava a ballare di notte nella casa privata di qualcuno, per lo più di uomini giapponesi".
Nata a Santa Monica, la Kent studia con Bronislava Nijinska e Carmelita Maracci prima di entrare nella School of American Ballet, avendo di amare musica e danza già all'età di 7 anni, ma solo a 11 può iniziare con la sua prima lezione di danza. Ha i piedi completamente piatti come una bambina e per tale motivo i genitori consultano un medico, che le prescrive di indossare dei cunei nelle scarpe, così da formarle gli archi. Inizia così ad intraprendere la strada che la porterà al balletto.
Dopo essersi diplomata nel 1953, all'età di 15 anni entra nel New York City Ballet dove, nel 1957, viene promossa al ruolo di ballerina principale. Molti ruoli nei balli di George Balanchine vengono creati appositamente per lei, tra cui I sette peccati capitali, Ivesiana e Bugaku. Nel 1958 interpreta il ruolo di Dewdrop nella versione di Balanchine del balletto Lo schiaccianoci, nell'episodio della terza stagione della serie televisiva Playhouse 90, The Nutcracker. Si esibisce anche in balletti quali Serenade, Agon e Dances at a Gathering.
Alla fine subisce un intervento di chirurgia plastica al naso e al mento, causa l'insistenza della madre che la voleva fa sembrare "meno ebrea". L'operazione fallisce e la Kent cade in una profonda depressione a causa di ciò, portandola ad abbandonare diversi ruoli scritti per lei.
Nel 1981 si ritira dalle scene dedicandosi all'insegnamento del balletto. Nel 1991 viene ingaggiata per impersonare Ofelia Addams, sorella di Morticia, nel film del franchise de La famiglia Addams diretto da Barry Sonnenfeld La famiglia Addams (The Addams Family), nel quale interpreta il personaggio senza recitare, ma esibendosi solamente in passi di danza.
Nel 1997 pubblica un'autobiografia, Once a Dancer. An Autobiography per la St. Martin's Press di New York. Nel 2012 pubblica il suo primo libro per bambini, Ballerina Swan, con la Holiday House Books for Young People, illustrato dalla vincitrice della Medaglia Caldecott Emily Arnold McCully. Per il suo libro, riceve buone recensioni dal New York Times, dalla Kirkus Reviews e dallo School Library Journal.
Nel 2013 Ballerina Swan viene adattato per il New York City Children's Theatre, dal coreografo Michael McGowan e dalla direttrice artistica Barbara Zinn Krieger. L'adattamento rivece recensioni positive dal New York Times, dal Time Out New York Kids e da parte di altre pubblicazioni. Grazie al suo successo, nel dicembre 2015, il teatro per bambini di New York ha prodotto una riedizione di Ballerina Swan.
Allegra Kent attualmente insegna balletto al Barnard College.

## Vita privata
È stata sposata con il famoso fotografo di moda Bert Stern, con il quale ha avuto due figli.

## Filmografia

### Cinema
- Midsummer Night's Dream, regia di George Balanchinee Dan Eriksen (1967)
- Dancing for Mr. B: Six Balanchine Ballerinas, regia di Anne Belle e Deborah Dickson - documentario (1989)
- La famiglia Addams (The Addams Family), regia di Barry Sonnenfeld (1991)
- Felia Doubrovska Remembered, regia di Virginia Brooks - cortomotreggio direct-to-video (2008)

- Bert Stern - L'uomo che fotografò Marilyn (Bert Stern: Original Madman), regia di Shannah Laumeister Stern (2011)

### Televisione
- The Arthur Murray Party - serie TV, episodio 8x03 (1957)
- Playhouse 90 - serie TV, episodio 3x12 (1958)
- The Bell Telephone Hour - serie TV, 6 episodi (1959-1966)

## Libri
- (EN) The Dancers' Body Book, con James Camner e Constance Camner, New York, Quill, 1984, ISBN 0-688-02211-1.
- (EN) Once a Dancer. An Autobiography, fotografie di Charles Rue Woods e Bert Stern, New York, St. Martin's Press, 1997, ISBN 0-312-15051-2.
- (EN) Ballerina Swan, illustrazioni di Emily Arnold McCully, New York, Scholastic Inc./Holiday House Inc., 2012, ISBN 978-0-545-54100-8.